# たまの温玉めし
たまの温玉めし（たまのおんたまめし）は、岡山県玉野市のご当地グルメである。

## 概要
2011年7月30・31日に広島県三原市で開催された「第1回みなとオアシスSea級グルメ全国大会in三原」で初代グランプリを受賞。
また2013年8月24・25日に大分県大分市で開催された「第4回みなとオアシスSea級グルメ全国大会inOITA」で同大会2度目となるグランプリに、更に2016年は7月23･24日に地元玉野市で開催された「第8回みなとオアシスSea級グルメ全国大会 in 玉野」、10月1･2日に愛知県蒲郡市で開催された「第9回みなとオアシスSea級グルメ全国大会 in がまごおり」では連覇も果たし、同大会で4度のグランプリに輝いており、Sea級グルメ全国大会グランプリの常連となっている。

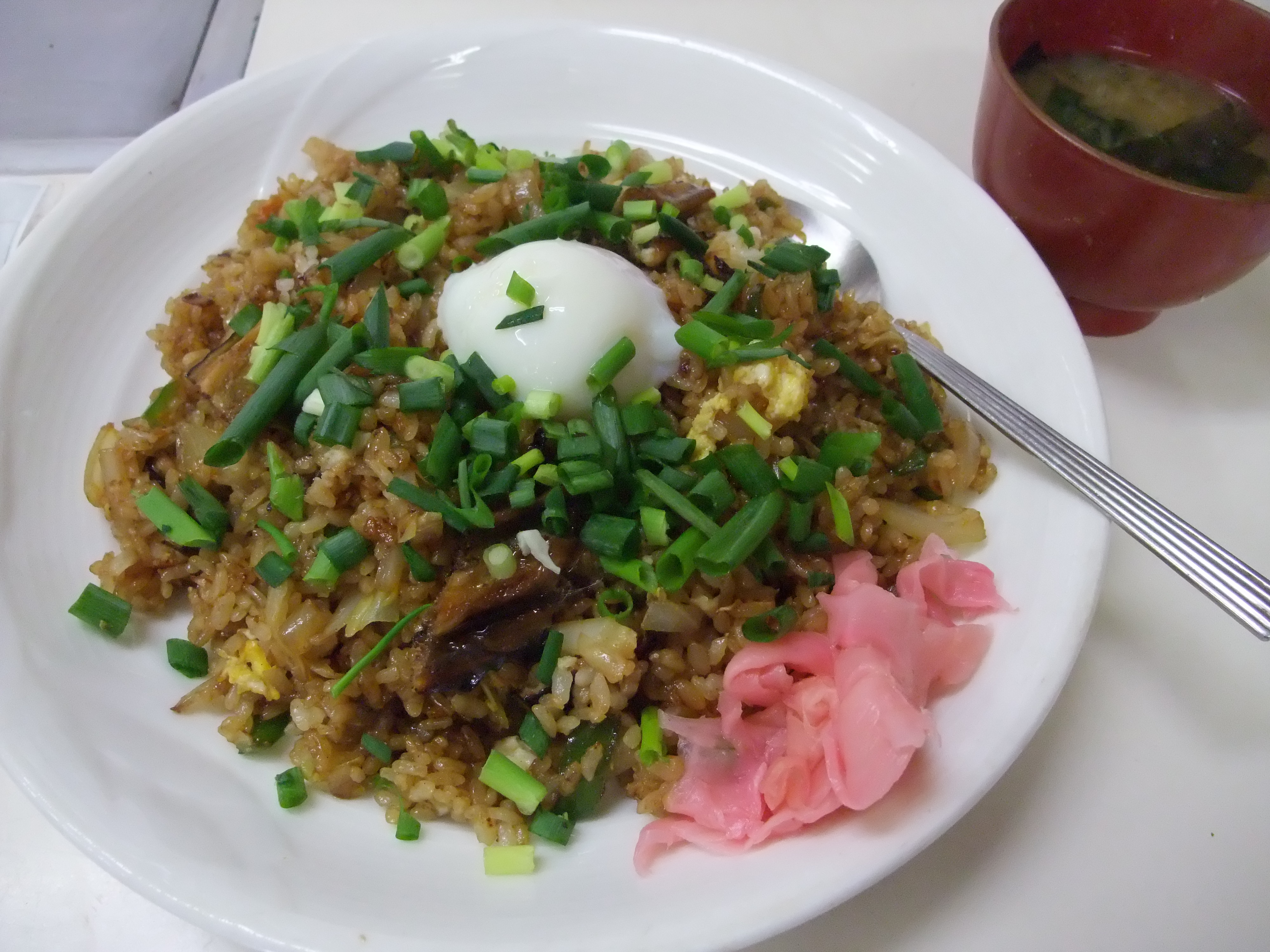
たまの温玉めし

## レシピ
玉野市特産の穴子を混ぜ込んだ雑穀入りチャーハンに、温泉たまごをトッピングしたもの。チャーハンには醤油と蒲焼きのタレで甘辛く味をつける。
玉野市には「浦島太郎」に登場する「乙姫様」が祀られていると言われる玉比咩（たまひめ）神社があり、同神社に鎮座している巨石（玉石）には火の玉が飛び出すという伝説があるため、安産祈願の神社として知られている。この縁起の良い「玉」は同市の地名の由来（「玉」地区と「宇野」地区で「玉野」）にもなっているが、たまの温玉めしはこの「玉」を象徴する温泉たまごに、たんぱく質・ビタミンA・カリウムが豊富で脂質に血流を良くするエイコサペンタエン酸を含んだ瀬戸内の海の幸・穴子を加え、健康的な家庭料理として玉野市に浸透するよう祈りを込めて考案されたものである。また「温玉」のネーミングには温泉たまごという意味だけではなく、人情味があって気候が温暖な「温かい玉野」という玉野市への想いも込められている。

## 歴史
2010年5月29･30日に「第14回たまの・港フェスティバル」会場内で行われた「お宝たまのB級グルメコンテスト」のために考案された料理である。同日行われた市民の投票の結果、最優秀賞に選出され、玉野市公認B級ご当地グルメに決定した。
2011年3月には、玉野市のご当地グルメの推進を盛り上げていこうという声の下、「おんたマニア」と呼ばれるたまの温玉めしファンの市民によって“たまのSea温玉会”が結成され、各種イベントに参加してPR活動を行っている。
2011年7月30・31日に広島県三原市で開催された「第1回みなとオアシスSea級グルメ全国大会in三原」では、「みなとオアシス宇野」の地元を代表するグルメとして出品。来場者による人気投票で最多の得票を記録し、初代グランプリに輝いた。
2011年8月29日付の朝日新聞では、玉野市出身の漫画家いしいひさいちが連載中の4コマ漫画「ののちゃん」作品内でたまの温玉めしを採り上げた。
2011年11月5日～2012年3月31日の間、土日祝日のみ、1日限定10食、要予約という形ながらもJR宇野駅で駅弁として販売された。当初は2011年12月25日までの販売予定であったものの、人気が高かったために販売期間を翌2012年3月まで延長したということである。
2013年8月24・25日に大分県大分市で開催された「第4回みなとオアシスSea級グルメ全国大会inOITA」で同大会2度目となるグランプリに輝いた。
2016年7月23･24日に地元玉野市で開催された「第8回みなとオアシスSea級グルメ全国大会 in 玉野」では同大会3度目となるグランプリに輝いた。
2016年10月1･2日に愛知県蒲郡市で開催された「第9回みなとオアシスSea級グルメ全国大会 in がまごおり」では同大会4度目となるグランプリに輝いた。
2016年現在、玉野市市役所食堂等市内15店舗のメニューに取り入れられているほか、地元スーパーマーケットの惣菜売り場で販売されることもある。またJR岡山駅の駅弁のラインナップにも加えられている。。

## 脚註･出典
1. 1 2  『山陽新聞』2012年11月10日朝刊
2. 1 2 3 4 5 6 7  
第118回　岡山実食編　「嫁泣かせ」に泣かされる　（NIkkei Store　2012年12月21日配信　2013年1月13日閲覧）
3. 1 2 3 4 5 6  第100回　岡山県ご当地グルメ（その1 ）　カキオコ、33分1本勝負　（NIkkei Store　2012年8月3日配信　2013年1月13日閲覧）
4. 1 2 3 4  海の幸を食材にした「Sea級グルメ」味わいに来て　尾道(たこチヂミ)など15地域が参加　広島・三原市で7/30-31開催　（中国新聞2011年8月1日00;30配信　2012年3月15日閲覧）
5. 1 2 3 4 5 6 7 8 9  温玉めし 被災地で評判　福島のグルメ全国大会に出品（山陽新聞2012年10月10日09:21配信　2013年1月13日閲覧）
6. 1 2 3  「たまの温玉めし」を漫画でPR　玉野市役所に巨大パネル Archived 2011年11月30日, at the Wayback Machine.（山陽新聞2011年11月29日15:00配信　2012年3月29日閲覧）
7. 1 2 3 4 5 6 7  駅弁「たまの温玉めし」販売延長   3月末まで（山陽新聞2012年3月13日11:29配信　2012年3月29日閲覧）
8. ↑  『朝日新聞』大阪本社版　2011年8月29日朝刊
9. ↑   「たまの温玉めし」　公式レシピ決定!! Archived 2013年3月6日, at the Wayback Machine.（玉野市）